# Marcelino Ramos
Marcelino Ramos är en kommun i Brasilien.   Den ligger i delstaten Rio Grande do Sul, i den södra delen av landet, 1 400 km söder om huvudstaden Brasília. Antalet invånare är 5 134.
I omgivningarna runt Marcelino Ramos växer huvudsakligen savannskog. Runt Marcelino Ramos är det ganska glesbefolkat, med 24 invånare per kvadratkilometer.